# 洛克人9 野心的復活！！
《洛克人9：野心的復活!!》是游戏开发商卡普空于2008年9月发售的下载销售专用动作游戏。本作在Wii、PS3与Xbox 360以數位版本販售。本作是洛克人元祖系列的第9作。

## 簡介
本作是繼8代之後睽違11年再次推出的洛克人元祖系列本傳，而這次卡普空特別將本作製作成初代至6代紅白機畫面，連背景音樂也全部採用8位元的背景音效，目的是為了營造初代的懷舊感覺。

## 故事及人物
威利博士數度圖謀霸權的野心均以失敗而告終，世界在洛克人的盡心守衛下呈現和平，隨著時間的流逝，某天由萊特博士所製造、且本來應該因為法令而被廢棄的八台機器人們突然在世界各地展開了破壞，這些機器人分別為「水泥人」、「龍捲風人」、「人魚女」、「插頭人」、「珠寶人」、「黃蜂人」、「岩漿人」及「銀河人」。而威利博士卻出面把罪名轉嫁到萊特博士身上，就這樣，萊特博士被逮捕了。洛克人為了挽回萊特博士的名譽再次站出來阻止威利的野心。

## 系統變更
- 取消3代以後大部分的設定，包含滑行及洛克集氣破壞砲的使用，恢復到初代與2代的遊戲性和難度。
- 增加難度模式、特別關卡和無盡模式（Endless Mode）。
- 布魯斯為可操作角色。
- 恢復歷代以來所使用的彈簧拉休與噴射拉休。